# Vámosszabadi
Vámosszabadi é um município da Hungria, situado no condado de Győr-Moson-Sopron. Tem 22,37 km² de área e sua população em 2015 foi estimada em 1.659 habitantes.